# Andy Najar
Andy Ariel Najar Rodríguez (ur. 16 marca 1993 w Cholutece) – honduraski piłkarz z obywatelstwem belgijskim występujący na pozycji prawego obrońcy lub prawego pomocnika, od 2021 zawodnik amerykańskiego D.C. United.
Najar w młodym wieku wyemigrował z Hondurasu do USA. Był wyróżniającym się zawodnikiem w szkolnej drużynie Edison High School oraz w juniorskiej akademii D.C. United. W wieku 17 lat podpisał profesjonalny kontrakt z drugim z wymienionych zespołów. Był uważany za jednego z najbardziej utalentowanych zawodników w Ameryce Północnej.
Najar był uprawniony do gry w trzech reprezentacjach; Stanów Zjednoczonych, Salwadoru oraz Hondurasu. We wrześniu 2011 zadebiutował w dorosłej honduraskiej reprezentacji.

## Kariera klubowa

### Początki
Najar urodził się w mieście Choluteca w Hondurasie jako syn Wilsona Nájara i Adilii Rodríguez. W wieku 13 lat wyjechał z rodziną do Stanów Zjednoczonych. Tam zaczął uczęszczać do Edison High School w Alexandrii. W wolnych chwilach grał w piłkę nożną. Jego talent zauważył asystent trenera szkolnej drużyny piłkarskiej. Pierwszy trener, Scott Racek, przyjął go na treningi zespołu. Młody Honduranin szybko został gwiazdą szkolnej reprezentacji. Racek przyznał, iż Najar był jednym z najbardziej utalentowanych piłkarzy, jakich miał okazję trenować.

### D.C. United
W ostatnim sezonie gry w Edison High School Najar strzelił dla swojej drużyny 22 gole. W 2008 roku został zawodnikiem juniorskiej akademii D.C. United, klubu grającego w Major League Soccer. Tutaj także był wyróżniającym się na tle rówieśników piłkarzem. Mimo że kilka pierwszych meczów w drużynie U–16 rozegrał na pozycji prawego obrońcy, to później został przesunięty do ofensywnych formacji. W roku 2009, występując na pozycji napastnika, Najar dziewięciokrotnie wpisywał się na listę strzelców. Podczas tego samego sezonu został wybrany do jedenastki USSF Development Academy Starting XI i został najlepszym strzelcem turnieju US Developmental Academy Finals (5 goli w 4 meczach). Honduranin chciał rozpocząć treningi w juniorach stołecznego zespołu wcześniej, zaraz po przybyciu do Stanów, jednak nie przyjęto go wówczas z powodu niskiego wieku.
22 marca 2010 Najar podpisał z D.C. United pierwszy profesjonalny kontrakt w karierze, opiewający kwotę co najmniej 40 tys. dolarów rocznie i aktualny przez najbliższy rok. Tym samym został drugim piłkarzem w historii drużyny, zaraz po bramkarzu Billu Hamidzie, który trafił do kadry pierwszego zespołu bezpośrednio z akademii juniorskiej. Zarówno klub 17-letniego Honduranina, jak i liga MLS po podpisaniu umowy przez piłkarza stały się odpowiedzialne za jego edukację. Zawodnik posiada zieloną kartę, dzięki czemu nie jest klasyfikowany jako obcokrajowiec w składzie D.C. United. W rozgrywkach ligi amerykańskiej Najar zadebiutował w pierwszej kolejce sezonu 2010, 28 marca w wyjazdowym meczu ze Sporting Kansas City. Wybiegł wówczas na boisko w wyjściowym składzie i został zmieniony w przerwie meczu (jego zespół przegrał ostatecznie 0:4). Pierwszego gola dla United młody skrzydłowy strzelił 29 kwietnia 4:2 spotkaniu z FC Dallas w kwalifikacjach US Open Cup. W tym samym meczu zaliczył też asystę i został wybrany na najlepszego zawodnika tej konfrontacji. 26 maja rozegrał 64 minuty w towarzyskim meczu z A.C. Milan, wygranym przez D.C. United 3:2. Premierową bramkę w MLS Najar zanotował 30 maja w wygranym 3:2 spotkaniu z Chivas USA. Z racji niewielkiego wzrostu Honduranina było to jedno z nielicznych trafień jego autorstwa po strzale głową. Podczas ligowego sezonu 2010 strzelił też po golu w meczach z San Jose Earthquakes i Houston Dynamo, a także w dwóch pojedynkach z Los Angeles Galaxy. Mimo to D.C. United słabo spisywało się w lidze, zajmując ostatnie miejsce w Konferencji Wschodniej. W letnim okienku transferowym w mediach pojawiła się informacja o tym, jakoby zainteresowany pozyskaniem Najara był angielski Arsenal, która została jednak zdementowana przez agenta piłkarza. Młody Honduranin zdobył nagrodę odkrycia sezonu 2010 ligi amerykańskiej, w plebiscycie pokonując Tima Reama i Danny’ego Mwangę (został najmłodszym zwycięzcą w historii konkursu). Wybrano go na najlepszego gracza sezonu w drużynie D.C. United, zarówno przez kibiców stołecznego klubu, jak i sponsora zespołu, Volkswagena. W listopadzie 2010 Najar był łączony z transferem do hiszpańskiego Realu Madryt.
W przerwie pomiędzy sezonami 2011 i 2012 Najar trenował z angielskim Tottenhamem Hotspur. Łączony był z transferem do tego klubu, nie trafił jednak do wspomnianego Tottenhamu. Został natomiast wybrany drugim najlepszym piłkarzem D.C. United w rozgrywkach 2011, zaraz za Dwayne’em De Rosario.

### RSC Anderlecht
30 stycznia 2013 roku w okienku poprzedzającym sezon Major League Soccer, Najar postanowił zasilić szeregi belgijskiego Anderlechtu za nieujawnioną kwotę pieniędzy. Za transfer Honduranina odpowiadał ówczesny menadżer Anderlechtu, Holender, John van den Brom. To również on zaczął wykorzystywać Najara bardziej na boku obrony niż na skrzydle. 20–latek przychodził do mistrzowskiej drużyny, która pół roku wcześniej triumfowała w rozgrywkach Pro League, jako najlepszy klub w Belgii. Pierwsze mistrzostwo kraju Andy zdobył jednak za kadencji następnego trenera, byłego zawodnika belgijskiego zespołu, Besnika Hasiego (późniejszego menadżera Legii Warszawa). Za kadencji Albańczyka z kosowskimi korzeniami, Najar wygrał mistrzostwo Pro League, a także Superpuchar Belgii. Następne trofea w Belgii czekały go pod skrzydłami Szwajcara René Weilera, z którym zdobył to samo co z Hasim (1 raz mistrzostwo kraju, 1 raz Superpuchar Belgii). W 2014 roku był bliski transferu do austriackiego Red Bull Salzburg. Honduranin jednak ostatecznie nie dogadał się ze swoim potencjalnym pracodawcą.

### Los Angeles FC
1 lipca 2020 roku za darmo, na zasadzie wolnego transferu zakończył swoją 7-letnią przygodę w RSC Anderlechcie i dołączył do amerykańskiego Los Angeles FC. 27-letni Najar dołączył do utworzonego w 2014 roku klubu po wygaśnięciu jego umowy z klubem prowadzonym przez byłego zawodnika Manchesteru City, Vincenta Kompanego.

## Kariera reprezentacyjna

### Wybór kadry
Najar w połowie 2010 roku otrzymał propozycję gry w reprezentacji Hondurasu do lat 20. 17-letni wówczas zawodnik odrzucił jednak powołanie, argumentując swoją decyzję tymczasową chęcią skupienia się na grze w klubie i studiach. Jednocześnie zaczął się też ubiegać o amerykańskie obywatelstwo. Ze względu na pochodzenie rodziny matki miał także możliwość występów w reprezentacji Salwadoru, jednak przyznał, iż nigdy nie rozważał poważnie tej alternatywy. W listopadzie 2010 otrzymał powołanie do dorosłej reprezentacji Hondurasu na towarzyski mecz z Panamą, które jednak odrzucił. Nie przyjął także wezwania od trenera seniorskiej kadry, Juana de Dios Castillo, na turniej Copa Centroamericana. Wiosną 2011, po tym, jak okazało się, iż Najar może otrzymać amerykańskie obywatelstwo najwcześniej w 2013 roku, Javier Padilla, selekcjoner kadry Hondurasu do lat 20 pojechał do USA, aby przedyskutować z piłkarzem kwestię powołania. 8 marca 2011 Padilla oświadczył, że zawodnik zagra w młodzieżowej reprezentacji Hondurasu na mistrzostwach Ameryki Północnej do lat 20, jednak ostatecznie w niej nie wystąpił. Decyzję Najara o grze w barwach Hondurasu potwierdziła także matka piłkarza, Adilia Rodríguez. Zawodnik został wybrany do wstępnego składu Hondurasu na Złoty Puchar CONCACAF 2011, jednak D.C. United i reprezentacja nie porozumiały się w sprawie wcześniejszego zwolnienia Najara na mecz kadry i 18–latek nie znalazł się na ostatecznej liście powołań na rozgrywki.

### Dorosła reprezentacja
W seniorskiej reprezentacji Hondurasu Najar zadebiutował za kadencji selekcjonera Luisa Fernando Suáreza, 3 września 2011 w przegranym 0:2 meczu towarzyskim z Kolumbią. 18-letni skrzydłowy pojawił się wówczas na boisku w 67 minucie, zmieniając Jerry’ego Bengtsona. Z dorosłą kadrą Hondurasu grał na Mistrzostwach Świata 2014 w Brazylii. Honduras zajął ostatnie miejsce w grupie E za Ekwadorem, Szwajcarią oraz Francją. Najar wystąpił w dwóch spotkaniach tego turnieju. Zagrał jako skrzydłowy w meczach ze Szwajcarią i Francją. Podczas jego kariery reprezentacyjnej nie udało mu się zakwalifikować się i wystąpić na innym międzynarodowym turnieju. Najar ma za sobą 36 reprezentacyjnych występów i 4 bramki.

## Osiągnięcia

### Indywidualne
- USSF Development Academy Starting XI: 2009
- Król strzelców US Developmental Academy Finals: 2009
- MLS Rookie of the Year: 2010

### Drużynowe
- Mistrz Belgii: 2014, 2017
- Superpuchar Belgii: 2014, 2017